# Babulu (Kobalima)
Babulu ist ein indonesisches Desa („Dorf“) im Distrikt (Kecamatan) Kobalima (Regierungsbezirk Malaka, Provinz Ost-Nusa Tenggara) auf der Insel Timor.

## Geographie
Babulu liegt im Norden des Distrikts Kobalima. Südlich liegt das Desa Südbabulu. Im Westen grenzt Babulu an den Distrikt Ostmalaka, im Norden an den Distrikt Rai Manuk und im Osten liegt, jenseits des Flusses Mota Babulu, der Distrikt Ostkobalima.

## Einwohner
2010 lebten in Babulu 1.079 Menschen. Der Ort ist eine isolierte Siedlung der Bunak im mehrheitlich von Tetum bewohnten Malaka. Die meisten Bunak sind Nachkommen von Flüchtlingen, die das osttimoresische Maucatar verließen, als es 1916 von den Niederländern an die Portugiesen abgegeben wurde.